# Sportåret 1999

## Händelser

### Allmänt
- 8 januari - De två högsta cheferna i organisationskommittén för olympiska vinterspelen 2002 i Salt Lake City avgår då det avlsöjats att de mutats av IOK-medlemmar då orten fick spelen.[1]
- 19 januari
  - Finländske IOK-deletagen Piro Häggman avgår självmant efter avslöjanden om hennes exmake deltagit i kampanjarbete för kandidatorter för olympiska spelen.[1]
  - Statistik visar att Irland följt av Sverige har minst gymnastik och idrott på skolschemat i gymnasiet.[1]
- 23 januari - Sydney misstänks för röstköp vid ansökningarna om olympiska sommarspelen 2000.[1]
- 28-29 maj - RF-stämman i Malmö röstar för bolagisering av svensk idrott.[2]
- 19 juni - IOK beslutar förlägga olympiska vinterspelen 2006 till Turin.[1]
- 11 december - IOK beslutar vid en extrasession, efter den senaste tidens mutskandaler, i Lausanne att sänka åldersgränsen för ledamöter från 80 70 år, och ingen skall i fortsättningen kunna väljas på livstid.[3]
- 27 december - Italienska dagstidningen La Republica avslöjar att Francesco Conconi i flera års tid bloddopat 22 av Italiens toppidrottare med EPO. Hans institut har sedan 1980-talet fått ekonomiskt forskninsstöd av Italiens olympiska kommitté.[3]

### Amerikansk fotboll
- Denver Broncos besegrar Atlanta Falcons med 34 - 19 i Super Bowl XXXIII. (Final för 1998.)

#### NFL:s slutspel
- I slutspelet deltar från och med 1990 12 lag. I slutspelets omgång I deltar tre Wild Cards tillsammans med den tredje-seedade divisionssegraren. Lag 3 möter lag 6 och lag 4 möter lag 5. Lagen som seedats etta och tvåa går direkt till omgång II.

##### NFC (National Football Conference)
- - Lagen seedades enligt följande
- 1 St. Louis Rams
- 2 Tampa Bay Buccaneers
- 3 Washington Redskins
- 4 Minnesota Vikings (Wild Card)
- 5 Dallas Cowboys (Wild Card)
- 6 Detroit Lions (Wild Card)

- - Omgång I (Wild Cards)
- Minnesota Vikings besegrar Dallas Cowboys med 27 – 10
- Washington Redskins besegrar Detroit Lions med 27 - 13

- - Omgång II
- Tampa Bay Buccaneers besegrar Washington Redskins med 14 – 13
- St. Louis Rams besegrar Minnesota Vikings med 49 - 37

- - Omgång III
- St. Louis Rams besegrar Tampa Bay Buccaneers med 11 – 6   i NFC-finalen

##### AFC (American Football Conference)
- - Lagen seedades enligt följande
- 1 Jacksonville Jaguars
- 2 Indianapolis Colts
- 3 Seattle Seahawks
- 4 Tennessee Titans (Wild Card)
- 5 Buffalo Bills (Wild Card)
- 6 Miami Dolphins (Wild Card)

- - Omgång I (Wild Cards)
- Tennessee Titans besegrar Buffalo Bills med 22 – 16
- Miami Dolphins besegrar Seattle Seahawks 20 – 17

- - Omgång II
- Tennessee Titans besegrar Indianapolis Colts med 19 - 16
- Jacksonville Jaguars besegrar Miami Dolphins med 62 – 7

- - Omgång III
- Tennessee Titans besegrar Jacksonville Jaguars med 33 - 14  i AFC-finalen

### Bandy
- 5 februari - Vitryssland inträder i Internationella bandyförbundet.[4]
- 7 februari - Ryssland blir världsmästare genom att i finalen besegra Finland med 5–0 i Archangelsk. Sverige vinner tredje pris.[5]
- 20 mars - AIK blir svenska mästare för damer efter finalvinst över Kareby IS med 6-3 på Studenternas IP i Uppsala.[6]
- 21 mars - Västerås SK blir svenska mästare för herrar efter finalvinst över Falu BS med 3-2 på Studenternas IP i Uppsala.[7][8]
- 31 oktober - Hammarby IF vinner World Cup i Ljusdal genom att i finalen besegra Västerås SK med 7-0.[9]

### Baseboll
- 27 oktober - American League-mästarna New York Yankees vinner World Series med 4-0 i matcher över National League-mästarna Atlanta Braves.[10]

### Basket
- 6 juni - Polen vinner damernas Europamästerskap genom att finalslå Frankrike med 59-56 i Polen.[11]
- 25 juni - San Antonio Spurs vinner NBA-finalserien mot New York Knicks.[12]
- 3 juli - Italien vinner herrarnas Europamästerskap genom att finalslå Spanien med 64-56 i Paris.[13]
- Plannja Basket, Luleå blir svenska mästare för herrar
- Nerike Basket, Örebro blir svenska mästare för damer

### Curling
- Skottland vinner VM för herrar före Kanada med  Schweiz på tredje plats. Sverige kommer på nionde plats.
- Sverige vinner VM för damer före USA med Danmark på tredje plats.

### Cykel
- Óscar Freire, Spanien vinner landsvägsloppet i VM.
- Ivan Gotti, Italien vinner Giro d'Italia
- Lance Armstrong, USA vinner Tour de France
- Jan Ullrich, Tyskland vinner Vuelta a España

### Drakbåtspaddling
- Den 26-29 augusti gick drakbåts-VM för landslag 1999 i Nottingham i Skottland.

### Fotboll
- 12 maj - Parma AC vinner UEFA-cupen genom att ebsegra Olympique Marseille med 3–0 i finalen på Luzjnikistadion i Moskva.[14]
- 19 maj - SS Lazio vinner den sista upplagan av Europeiska cupvinnarcupen genom att besegra RCD Mallorca med 2–1 på Villa Park i Birmingham.[14]
- 20 maj - AIK vinner Svenska cupen för herrar efter seger mot IFK Göteborg i finalserien.[15][16]
- 22 maj - Manchester United FC vinner FA-cupfinalen mot Newcastle United FC med 2-0 på Wembley Stadium.[17]
- 26 maj - Manchester United FC vinner UEFA Champions League genom att finalslå FC Bayern München med 2-1 på Camp Nou i Barcelona.[14] Laget vinner därmed en historisk trippel under säsongen 1998/1999, med slutsegrar i FA Premier League, FA-cupen och UEFA Champions League.
- 10 juli - VM för damer vinns av USA som i finalen besegrar Kina med 5–4 efter straffar i Pasadena.[18]
- 18 juli – Brasilien vinner Copa América genom att vinna finalen mot Paraguay med 3-0 i Asunción.[19]
- 1 september – Älvsjö AIK vinner Svenska cupen för damer genom att finalslå Djurgårdens IF med 2-1 efter golden goal.[20][21][22]
- Okänt datum – Rivaldo, Brasilien, utses till Årets spelare i Europa och Världens bästa fotbollsspelare.
- Okänt datum – Javier Saviola, Argentina, utses till Årets spelare i Sydamerika.
- Okänt datum – Nwankwo Kanu, Nigeria, utses till Årets spelare i Afrika.
- Okänt datum – Ali Daei, Iran, utses till Årets spelare i Asien.
- Okänt datum – Harry Kewell, Australien, utses till Årets spelare i Oceanien.

#### Ligasegrare / resp. lands mästare
- Belgien - KRC Genk
- England - Manchester United FC
- Frankrike - FC Girondins de Bordeaux
- Italien - AC Milan
- Nederländerna – Feyenoord
- Skottland - Rangers FC
- Portugal – FC Porto
- Spanien - FC Barcelona
- Sverige - Helsingborgs IF (herrar) Älvsjö AIK (damer)
- Tyskland - FC Bayern München

### Friidrott
- 31 december - Paul Tergat, Kenya vinner herrklassen och Lydia Cheromei, Kenya vinner damklassen vid Sylvesterloppet i São Paulo.[23]
- Joseph Chebet, Kenya vinner herrklassen vid Boston Marathon.[24] medan Fatuma Roba, Etiopien vinner damklassen.[25]
- Vid VM i friidrott 1998 erövrar Ludmila Engquist bronsmedalj på 100 m häck.

### Golf
- 25 oktober - Den trefaldige majorsegraren Payne Stewart omkommer i en flygolycka

#### Herrar
- Mest vunna prispengar på PGA-touren:  Tiger Woods, USA med 6 616 585$
- Mest vunna prispengar på Champions Tour (Senior-touren): Bruce Fleisher, USA med 2 515 705$
  - Ryder Cup – USA besegrar Europa med 14½ - 13½

##### Majorstävlingar
- The Masters - José María Olazábal, Spanien
- US Open - Payne Stewart, USA
- British Open - Paul Lawrie, Skottland
- PGA Championship - Tiger Woods, USA

#### Damer
- 15 maj - Annika Sörenstam, Sverige går runt på 61 slag på USA-touren, vilket innebär nytt rekord för damer på 72-bana.[1]
- Mest vunna prispengar på LPGA-touren: Karrie Webb, Australien med 1 591 959$

##### Majorstävlingar
- Kraft Nabisco Championship - Dottie Pepper, USA
- LPGA Championship - Juli Inkster, USA
- US Womens Open - Juli Inkster, USA
- Du Maurier Classic - Karrie Webb, Australien

### Gymnastik

#### VM

##### Herrar
- - Mångkamp, individuellt
- 1 Nikolaj Krukov, Ryssland
  - Mångkamp, lag
- 1 Kina
  - Fristående
- 1 Aleksei Nemov, Ryssland
  - Ringar
- 1 Zhen Dong, Kina
  - Barr
- 1 Joo-Hyung Lee, Sydkorea
  - Bygelhäst
- 1 Aleksei Nemov, Ryssland
  - Hopp
- 1 Xiaopeng Li, Kina
  - Räck
- 1 Jesús Carballo, Spanien

##### Damer
- - Mångkamp, individuellt
- 1 Maria Olaru, Rumänien
  - Mångkamp, lag
- 1 Rumänien
  - Fristående
- 1 Andrea Raducan, Rumänien
  - Barr
- 1 Svetlana Chorkina, Ryssland
  - Bom
- 1 Jie Ling, Kina
  - Hopp
- 1 Jelena Zamolodtjikova, Ryssland

### Handboll
- 20 mars - Tyskland vinner World Cup genom att finalslå Ryssland med 34-25 i Göteborg medan Sverige slår Frankrike med 34-25-matchen om tredje pris på samma ort.[26]
- 15 juni - Sverige blir världsmästare för herrar genom att finalbesegra Ryssland med 24–23 i Kairo.[27]
- 12 december - Norge blir damvärldsmästare genom att finalbesegra Frankrike med 25-24 efter förlängning i Lillehammer.[28]
- HK Drott blir svenska mästare för herrar.

### Hästsport
- 31 januari - Svenske kusken Jimmy Takter vinner , Sverige vinner Prix d'Amérique med amerikanska märren Moni Maker, som han själv tränar.[1]

### Innebandy
- 2 mars - Publikrekord för svenskt seriespel för damer noteras då 827 personer kommer för att titta på matchen Bodens IBK-Skellefteå IBK i Elitserien för damer.[29]
- 6 mars - Svenska damlandslaget förlorar en landskamp för första gången, då Norge vinner med 4-3 i Borlänge.[29]
- 17 april
  - Haninge IBK blir svenska mästare för herrar genom att besegra Örnsköldsviks SK med 2–0 i matcher i finalserien.[30]
  - Högdalens AIS blir svenska mästare för damer genom att besegra IBF Falun med 2–0 i matcher i finalserien.[31]
- 15 maj - Finland blir damvärldsmästare genom att finalbesegra Schweiz med 3-1 i Borlänge. Sverige kommer på tredje plats.[29][32]

### Ishockey
- 5 januari - Ryssland vinner juniorvärldsmästerskapet i Winnipeg genom att finalslå Kanada med 3-2 i sudden death.[33]
- 14 mars - Kanada vinner världsmästerskapet för damer i Finland genom att i finalen besegra USA. Finland besegrar Sverige i matchen om tredje pris.[34]
- 17 april - Linköpings HC kvalificerar sig för första gången för spel i Elitserien.
- 18 april - Brynäs IF blir svenska herrmästare efter slutspelsvinst över Modo Hockey med 3 matcher mot 2.[35]
- 13 maj - Portugal inträder i IIHF.[36]
- 15 maj - Mongoliet inträder i IIHF.[37]
- 16 maj - Tjeckien blir herrvärldsmästare i Norge genom att i finalserien besegra Finland. Sverige tar brons.[38]
- 19 juni - Stanley Cup vinns av Dallas Stars som besegrar Buffalo Sabres med 4 matcher mot 2 i slutspelet.[39]
- 22 september - Armenien inträder i IIHF.[40]

### Konståkning

#### VM
- Herrar – Aleksej Jagudin, Ryssland
- Damer – Maria Butyrskaja, Ryssland
- Paråkning – Jelena Berezjnaja & Anton Sicharulidze, Ryssland
- Isdans – Anjelika Krylova & Oleg Ovsijannikov, Ryssland

#### EM
- Herrar – Aleksej Jagudin, Ryssland
- Damer – Maria Butyrskaja, Ryssland
- Paråkning – Maria Petrova & Aleksej Tichonov, Ryssland
- Isdans – Anjelika Krylova & Oleg Ovsijannikov, Ryssland

### Motorsport

#### Enduro
- Anders Eriksson, Sverige blir världsmästare i 500cc-klassen, fyrtakt på en Husqvarna.

#### Formel 1
- 31 oktober - Mika Häkkinen, Finland,  blir världsmästare 1999.

#### Indycar
- 30 juni - Kenny Bräck Sverigevinner Indianapolis 500.

#### Rally
- 23 november - Tommi Mäkinen, Finland vinner rally-VM.

#### Speedway
- 25 september - Tony Rickardsson, Sverige vinner Speedway Grand Prix genom att säkra titeln vid av dagens säsongsavslutande deltävling i Vojens, Danmark.[1]

#### Sportvagnsracing
- 12-13 juni - Pierluigi Martini, Yannick Dalmas och Joachim Winkelhock vinner Le Mans 24-timmars med en BMW V12 LMR.

### Orientering
- 1-8 augusti - Världsmästerskapen avgörs i Inverness.[41]

### Simning
- - Vid VM i simning på kort bana uppnås följande svenska resultat:

#### Herrar
- 100 m frisim – 1. Lars Frölander
- 50 m bröstsim – 2. Patrik Isaksson (simmare)
- 100 m bröstsim – 1. Patrik Isaksson (simmare)
- 100 m fjärilsim – 1. Lars Frölander
- Lagkapp 4 x 100 m frisim – 1. Sverige ( Dan Lindström, Lars Frölander, Matthias Ohlin & Daniel Carlsson)
- Lagkapp 4 x 100 m medley – Sverige ( Matthias Ohlin, Patrik Isaksson, Daniel Carlsson & Lars Frölander)

#### Damer
- 200 m frisim – 3. Josefin Lillhage
- 50 m fjärilsim – 2. Anna-Karin Kammerling
- 100 m fjärilsim – 2. Johanna Sjöberg
- Lagkapp 4 x 200 m frisim – 1. Sverige (Josefin Lillhage, Louise Jöhncke, Johanna Sjöberg och Malin Swanström)
- Lagkapp 4 x 100 m medley – 3. Sverige  (Therese Alshammar, Maria Östling, Johanna Sjöberg och Louise Jöhncke)

- - Vid EM i simning på lång bana uppnås följande svenska resultat:

#### Herrar
- 100 m frisim – 3. Lars Frölander
- 100 m fjärilsim – 1. Lars Frölander

#### Damer
- 50 m frisim – 2. Therese Alshammar
- 50 m fjärilsim – 1. Anna-Karin Kammerling
- Lagkapp 4 x 100 m frisim – 2. Sverige  (Louise Jöhncke, Josefin Lillhage, Malin Swanström och Therese Alshammar)
- Lagkapp 4 x 200 m frisim – 2. Sverige  (Josefin Lillhage, Malin Swanström, Johanna Sjöberg och Louise Jöhncke)
- Lagkapp 4 x 100 m medley – 1. Sverige  (Therese Alshammar, Maria Östling, Johanna Sjöberg och Malin Swanström)

- - Vid EM i simning på kort bana uppnås följande svenska resultat:

#### Herrar
- 100 m frisim – 2. Lars Frölander
- 100 m bröstsim – 2. Patrik Isaksson
- 50 m fjärilsim – 2. Lars Frölander
- 100 m fjärilsim – 1. Lars Frölander
- Lagkapp 4 x 50 m frisim – 1. Sverige (Claes Andersson, Lars Frölander, Stefan Nystrand och Daniel Carlsson)
- Lagkapp 4 x 50 m medley – 1. Sverige (Daniel Carlsson, Patrik Isaksson, Lars Frölander och Stefan Nystrand)

#### Damer
- 50 m frisim
  - 1. Therese Alshammar
  - 2 . Anna-Karin Kammerling
- 100 m frisim – 1. Therese Alshammar
- 200 m frisim – 2. Josefin Lillhage
- 100 m bröstsim – 3. Emma Igelström
- 50 m fjärilsim
  - 1. Anna-Karin Kammerling
  - 2. Johanna Sjöberg
- 100 m fjärilsim – 1. Johanna Sjöberg
- 200 m fjärilsim – 2. Johanna Sjöberg
- Lagkapp 4 x 50 m frisim – 1. Sverige  (Johanna Sjöberg, Therese Alshammar, Anna-Karin Kammerling och Malin Swanström)
- Lagkapp 4 x 50 m medley – 1. Sverige  (Therese Alshammar, Emma Igelström, Johanna Sjöberg och Anna-Karin Kammerling)

### Skidor, alpint

#### Herrar

##### VM
- - Slalom
- 1 Kalle Palander, Finland
- 2 Lasse Kjus, Norge
- 3 Christian Mayer, Österrike
  - Storslalom
- 1 Lasse Kjus, Norge
- 2 Marco Büchel, Liechtenstein
- 3 Steve Locher, Schweiz
  - Super G
- 1 Hermann Maier, Österrike
- 1 Lasse Kjus, Norge
- 3 Hans Knauss, Österrike
  - Störtlopp
- 1 Hermann Maier, Österrike
- 2 Lasse Kjus, Norge
- 3 Kjetil André Aamodt, Norge
  - Kombination
- 1 Kjetil André Aamodt, Norge
- 2 Lasse Kjus, Norge
- 3 Paul Accola, Schweiz

##### Världscupen
- Totalsegrare: Lasse Kjus,Norge
- Slalom: Thomas Stangassinger, Österrike
- Storslalom: Michael von Grünigen, Schweiz
- Super G: Hermann Maier, Österrike
- Störtlopp: Lasse Kjus,Norge
- Kombination: Kjetil Andre Aamodt, Norge

##### SM
- - Slalom vinns av Johan Brolenius, Tärna IK Fjällvinden. Lagtävlingen vinns av Malmbergets SK.
  - Storslalom vinns av Fredrik Nyberg, Sundsvalls SLK. Lagtävlingen vinns av Sundsvalls SLK.
  - Super G vinns av Patrik Järbyn, Åre SLK. Lagtävlingen vinns av Åre SLK.
  - Störtlopp vinns av Patrik Järbyn, Åre SLK. Lagtävlingen vinns av Åre SLK.
  - Kombination vinns av Charlie Bergendahl, Bjursås IK.

#### Damer

##### VM
- - Slalom
- 1 Zali Steggall, Australien
- 2 Pernilla Wiberg, Sverige
- 3 Trine Bakke, Norge
  - Storslalom
- 1 Alexandra Meissnitzer, Österrike
- 2 Andrine Flemmen, Norge
- 3 Anita Wachter, Österrike
  - Super G
- 1 Alexandra Meissnitzer, Österrike
- 2 Renate Götschl, Österrike
- 3 Michaela Dorfmeister, Österrike
  - Störtlopp
- 1 Renate Götschl, Österrike
- 2 Michaela Dorfmeister, Österrike
- 3 Stefanie Schuster, Österrike
  - Kombination
- 1 Pernilla Wiberg, Sverige
- 2 Renate Götschl, Österrike
- 3 Florence Masnada, Frankrike

##### Världscupen
- Totalsegrare: Alexandra Meissnitzer, Österrike
- Slalom: Sabine Egger, Österrike
- Storslalom: Alexandra Meissnitzer, Österrike
- Super G: Alexandra Meissnitzer, Österrike
- Störtlopp: Renate Götschl, Österrike
- Kombination: Hilde Gerg, Tyskland

##### SM
- - Slalom vinns av Anna Ottosson, Östersund-Frösö SLK.
  - Storslalom vinns av Anna Ottosson, Östersund-Frösö SLK. Lagtävlingen vinns av Östersund-Frösö SLK.
  - Super G vinns av Janette Hargin, Huddinge SK. Lagtävlingen vinns av Huddinge SK.
  - Störtlopp vinns av Janette Hargin, Huddinge SK. Lagtävlingen vinns av Tärna IK Fjällvinden.
  - Kombination vinns av Janette Hargin, Huddinge SK.

### Skidor, nordiska grenar
- 7 mars - Staffan Larsson, IFK Mora vinner herrklassen medan Sofia Lind, Åsarna SK vinner damklassen då Vasaloppet avgörs.[42]

#### Herrar

##### VM
- - 10 km klassisk stil
- 1 Mika Myllylä, Finland
- 2 Alois Stadlober, Österrike
- 3 Odd-Björn Hjelmeset, Norge
  - 25 km fri stil, jaktstart
- 1 Thomas Alsgaard, Norge
- 2 Mika Myllylä, Finland
- 3 Fulvio Valbusa, Italien
  - 30 km fri stil
- 1 Mika Myllylä, Finland
- 2 Thomas Alsgaard, Norge
- 3 Bjørn Dæhlie, Norge
  - 50 km klassisk stil
- 1 Mika Myllylä, Finland
- 2 Andrus Veerpalu, Estland
- 3 Michail Botvinov, Österrike
  - Stafett 4 x 10 km
- 1 Österrike (Alois Stadlober, Markus Gandler, Michail Botvinov & Christian Hoffmann)
- 2 Norge (Espen Bjervig, Erling Jevne, Bjørn Dæhlie & Thomas Alsgaard)
- 3 Italien (Giorgio Di Centa, Fabio Mai, Silvio Fauner, Fulvio Valbusa & Silvio Fauner)
  - Nordisk kombination sprint, individuellt (Backe K90 + 7,5 km fri stil)
- 1 Bjarte Engen Vik, Norge
- 2 Mario Stecher, Österrike
- 3 Kenji Ogiwara, Japan
  - Nordisk kombination, individuellt (Backe K90 + 15 km fri stil)
- 1 Bjarte Engen Vik, Norge
- 2 Samppa Lajunen, Finland
- 3 Dmitij Sinitsin, Ryssland
  - Nordisk kombination, lag (Backe K120 + 4 x 5 km fri stil)
- 1 Finland (Jari Mantila, Tapio Nurmela, Samppa Lajunen  & Hannu Manninen)
- 2 Norge (Kenneth Bråten, Bjarte Engen Vik, Trond Einar Elden & Fred Børre Lundberg)
- 3 Ryssland (Nikolaj Parfjonov, Aleksej Fadejev, Valerij Stoljarov & Dmitij Sinitsin)
  - Backhoppning, individuellt K90.
- 1 Kazuyoki Funaki, Japan
- 2 Hideharu Miyahira, Japan
- 3 Masahiko Harada, Japan
  - Backhoppning, individuellt K120.
- 1 Martin Schmitt, Tyskland
- 2 Sven Hannawald, Tyskland
- 3 Hideharu Miyahira, Japan
  - Backhoppning, lag K120.
- 1 Tyskland (Christof Duffner, Martin Schmitt, Sven Hannawald & Dieter Thoma)
- 2 Japan (Kazuyoki Funaki, Hideharu Miyahira, Masahiko Harada & Noriaki Kasai)
- 3 Österrike (Andreas Widhölzl, Martin Höllwarth, Reinhard Schwarzenberger & Stefan Horngacher)

##### Världscupen
- 1 Bjørn Dæhlie, Norge
- 2 Michail Botvinov, Österrike
- 3 Mika Myllylä, Finland

###### Världscupen sprint
- 1 Bjørn Dæhlie, Norge
- 2 Tor Arne Hetland, Norge
- 3 Mathias Fredriksson, Sverige

##### Övrigt
- Sixten Jernbergpriset tilldelas Jörgen Brink, Piteå SGIF.

##### SM
- 15 km (F) vinns av Per Elofsson, IFK Umeå. Lagtävlingen vinns av IFK Umeå.
- 30 km (F) vinns av Per Elofsson, IFK Umeå. Lagtävlingen vinns av Piteå SGIF.
- 50 km (K) vinns av Mathias Fredriksson, Häggenås SK. Lagtävlingen vinns av Piteå SGIF.
- Jaktstart (10 km K + 15 km F) vinns av Mathias Fredriksson, Häggenås SK. Lagtävlingen vinns av Häggenås SK.
- Stafett 3 x 10 km (K) vinns av Piteå SGIF med laget  Magnus Ingesson, Niklas Jonsson och Urban Lindgren .

#### Damer

##### VM
- - 5 km klassisk stil
- 1 Bente Martinsen, Norge
- 2 Olga Danilova, Ryssland
- 3 Kateřina Neumannová, Tjeckien
  - 15 km jaktstart, fri stil
- 1 Stefania Belmondo, Italien
- 2 Nina Gavriljuk, Ryssland
- 3 Irina Terelja, Ukraina
  - 15 km fri stil
- 1 Stefania Belmondo, Italien
- 2 Kristina Šmigun, Estland
- 3 Maria Theurl, Österrike
  - 30 km klassisk stil
- 1 Larissa Lazutina, Ryssland
- 2 Olga Danilova, Ryssland
- 3 Kristina Šmigun, Estland
  - Stafett 4 x 5 km
- 1 Ryssland (Olga Danilova, Larissa Lazutina, Nina Gavriljuk och Anfissa Resova)
- 2 Italien (Sabina Valbusa, Gabriella Paruzzi, Antonella Confortola  & Stefania Belmondo)
- 3 Tyskland (Viola Bauer, Ramona Roth, Evi Sachenbacher & Sigrid Wille)

##### Världscupen
- 1 Bente Martinsen, Norge
- 1 Stefania Belmondo, Italien
- 3 Nina Gavriljuk, Ryssland

###### Sprint
- 1 Bente Martinsen, Norge
- 2 Kateřina Neumannová, Tjeckien
- 3 Kristina Šmigun, Estland

##### SM
- 5 km (F) vinns av Antonina Ordina, SK Tegsnäspojkarna. Lagtävlingen vinns av Stockviks SF.
- 15 km (F) vinns av Antonina Ordina, SK Tegsnäspojkarna. Lagtävlingen vinns av Stockviks SF.
- 30 km (K) vinns av Antonina Ordina, SK Tegsnäspojkarna.  Lagtävlingen vinns av Bergeforsens SK.
- Jaktstart (5 km K + 10 km F) vinns av Antonina Ordina, SK Tegsnäspojkarna . Lagtävlingen vinns av Stockviks SF.
- Stafett 3 x 5 km (K) vinns av Stockviks SF med laget  Anette Fanqvist , Sara Hugg och Karin Öhman .

### Skidskytte

#### Herrar

##### VM
- Sprint 10 km
  - 1 Frank Luck, Tyskland
  - 2 Patrick Favre, Italien
  - 3 Frode Andresen, Norge
- Jaktstart 12,5 km
  - 1 Ricco Gross, Tyskland
  - 2 Frank Luck, Tyskland
  - 3 Sven Fischer, Tyskland
- Distans 20 km
  - 1 Oleg Rysjenkov, Vitryssland
  - 2 Ole Einar Bjørndalen, Norge
  - 3 Ivan Masarik, Tjeckien
- Masstart
  - 1 Pavel Rostovtsev, Ryssland
  - 2 Vesa Hietalahti, Finland
  - 3 René Cattarinussi, Italien
- Stafett 4 x 7,5 km
  - 1 Tyskland – Ricco Gross, Peter Sendel, Sven Fischer & Frank Luck
  - 2 Vitryssland – Aleksej Ajdarov, Ivan Pesterev, Vadim Sasjurin & Oleg Ryzjenkov
  - 3 Norge – Halvard Hanevold, Egil Gjelland, Dag Bjørndalen & Ole Einar Bjørndalen

##### Världscupen
- 1 Sven Fischer, Tyskland
- 2 Ole Einar Bjørndalen
- 3 Frank Luck, Tyskland

#### Damer

##### VM
- Sprint 7,5 km
  - 1 Martina Zellner, Tyskland
  - 2 Magdalena Forsberg, Sverige
  - 3 Olena Zubrilova, Ukraina
- Jaktstart 10 km
  - 1 Olena Zubrilova, Ukraina
  - 2 Martina Halinarová, Slovakien
  - 3 Martina Zellner, Tyskland
- Distans 15 km
  - 1 Uschi Disl, Tyskland
  - 2 Magdalena Forsberg, Sverige
  - 3 Corinne Niogret, Frankrike
- Masstart
  - 1 Uschi Disl, Tyskland
  - 2 Albina Achatova, Ryssland
  - 3 Magdalena Forsberg, Sverige
- Stafett 4 x 7,5 km
  - 1 Tyskland – Uschi Disl, Simone Greiner-Petter-Memm, Katrin Apel & Martina Zellner
  - 2 Vitryssland – Irina Tananajko, Svetlana Paramygina, Natalja Mursjtjakina & Natalja Ryzjenkova
  - 3 Ryssland – Anna Sprung, Galina Koukleva, Olga Romasko & Albina Achatova

##### Världscupen
- 1 Magdalena Forsberg, Sverige
- 2 Olena Zubrilova, Ukraina
- 3 Uschi Disl, Tyskland

### Tennis

#### Herrar
- 5 december - Davis Cup: Australien finalbesegrar Frankrike med 3-2 i Nice.[43]

##### Tennisens Grand Slam
- Australiska öppna - Jevgenij Kafelnikov, Ryssland
- Franska öppna - Andre Agassi, USA
- Wimbledon - Pete Sampras, USA
- US Open - Andre Agassi, USA

#### Damer

##### Tennisens Grand Slam
- Australiska öppna - Martina Hingis, Schweiz
- Franska öppna - Steffi Graf, Tyskland
- Wimbledon - Lindsay Davenport, USA
- US Open - Serena Williams, USA
- 19 september - USA vinner Fed Cup genom att finalbesegra Ryssland med 4-1 i Stanford.[44]

### Volleyboll
- 12 september - Nederländerna vinner herrarnas Europamästerskap genom att finalslå Ryssland med 3-1 i Wien.[45]
- 25 september - Ryssland vinner damernas Europamästerskap genom att finalslå Kroatien med 3-0 i Italien.[46]

## Evenemang
- VM i bordtennis anordnas i Eindhoven, Nederländerna
- VM på cykel anordnas i Verona, Italien
- VM i curling anordnas i Saint John, New Brunswick, Kanada
- VM i fotboll för damer anordnas i åtta städer i USA
- VM i friidrott anordnas i Sevilla, Spanien
- VM i handboll för herrar anordnas i Kairo, Ismailia och Port Said, Egypten
- VM i gymnastik anordnas i Tianjin, Kina
- VM i innebandy för damer anordnas i Borlänge, Sverige
- VM i ishockey för herrar anordnas i Oslo, Lillehammer och Hamar, Norge
- VM i ishockey för damer anordnas i Esbo, och Vanda, Finland
- VM i konståkning anordnas i Helsingfors, Finland
- VM i simning på kort bana anordnas i Hongkong, Kina
- VM på skidor, alpina grenar, anordnas i Vail och Beaver Creek, Colorado, USA
- VM på skidor, nordiska grenar, anordnas i Ramsau am Dachstein i Österrike
- VM i skidskytte anordnas i Kontiolax, Finland och Oslo, Norge
- EM i basket för damer anordnas i ett antal städer i Polen
- EM i basket för herrar anordnas i sju städer i Frankrike
- EM i konståkning anordnas i Prag, Tjeckien
- EM i simning på lång bana anordnas i Istanbul, Turkiet
- EM i simning på kort bana anordnas i Lissabon, Portugal

## Födda
- 8 februari – Alessia Russo, engelsk fotbollsspelare.
- 25 februari – Gianluigi Donnarumma, italiensk fotbollsmålvakt.
- 11 juni – Kai Havertz, tysk fotbollsspelare.
- 19 november – Jevgenija Medvedeva, rysk konståkare.

## Avlidna
- 8 mars – Joe DiMaggio, amerikansk basebollstjärna.
- 25 april – Lord Killanin, brittisk idrottsledare, IOK:s president 1972 – 1980
- 28 april – Alf Ramsey, brittisk fotbollsspelare och tränare.
- 13 maj – Gene Sarazen, amerikansk golfspelare.
- 28 maj – Henry Carlsson, (”Garvis”) svensk fotbollsspelare och -tränare.
- 12 oktober – Wilt Chamberlain, amerikansk basketspelare.
- 25 oktober – Payne Stewart, amerikansk golfspelare.

### Fotnoter
1. 1 2 3 4 5 6 7 8   När Var Hur 2000. Forum
2. ↑  ”Börsintroduktion av idrottsaktiebolag”. 3 juli 1999. Arkiverad från originalet den 11 augusti 2014. https://web.archive.org/web/20140811055118/https://gupea.ub.gu.se/bitstream/2077/2195/1/199981.pdf. Läst 29 december 2011.
3. 1 2   När Var Hur 2001. DN
4. ↑  ”FIB History” (på engelska). International Bandy Federation. https://www.worldbandy.com/about-fib/. Läst 21 augusti 2011.
5. ↑  ”World Championships 1998/99”. Bandysidan. http://www.bandysidan.nu/event.php?EVID=10. Läst 20 augusti 2011.
6. ↑  Erik Jonsson (22 mars 1996). ”1990–1999”. Svenska Bandyförbundet. Arkiverad från originalet den 17 mars 2020. https://web.archive.org/web/20200317214705/https://www.svenskbandy.se/BANDYFINALEN/HISTORIK/Svenskamastare/Damer/1990-1999. Läst 18 mars 2020.
7. ↑  Erik Jonsson (23 mars 1997). ”1990–1999”. Svenska Bandyförbundet. https://www.svenskbandy.se/BANDYFINALEN/HISTORIK/Svenskamastare/Herrar/1990-1999/. Läst 18 mars 2020.
8. ↑  ”Västerås Sportklubbs SM-finaler i bandy”. VSK Forum. http://www.vskforum.com/vsk.nu/SM-finallag.html. Läst 21 juli 2011.
9. ↑  ”Bandy World Cup” (på engelska). Bandysidan. http://www.bandysidan.nu/event.php?EVID=115. Läst 20 augusti 2011.
10. ↑  ”1999 World Series” (på engelska). Baseball-Reference.com. http://www.baseball-reference.com/postseason/1999_WS.shtml. Läst 25 juni 2015.
11. ↑  ”Sport Statistics”. Arkiverad från originalet den 5 juli 2011. https://web.archive.org/web/20110705134617/http://todor66.com/basketball/Europe/Women_1999.html. Läst 24 augusti 2011.
12. ↑  ”Basketball Reference”. http://www.basketball-reference.com/leagues/NBA_1999_games.html. Läst 25 augusti 2011.
13. ↑  ”Sport Statistics”. Arkiverad från originalet den 18 juni 2011. https://web.archive.org/web/20110618003816/http://www.todor66.com/basketball/Europe/Men_1999.html. Läst 24 augusti 2011.
14. 1 2 3  ”European Competitions 1998-99”. http://www.rsssf.com/ec/ec199899.html. Läst 16 augusti 2011.
15. ↑  ”Sweden Cup 1998/99” (på engelska). RSSSF. http://www.rsssf.com/tablesz/zwedcup99.html. Läst 16 augusti 2011.
16. ↑  Jimmy Lindahl (3 juli 2005). ”Svenska cupen – finalmatcher”. Bolletinen. http://www.bolletinen.se/sfs/pdf/stat_h_allsvens_1941_2005_stat_herr_cupen_finalmatcher.pdf. Läst 21 augusti 2012.
17. ↑  ”England FA Challenge Cup 1998-1999” (på engelska). RSSSF. http://www.rsssf.com/tablese/engcup1999.html. Läst 19 augusti 2012.
18. ↑  ”Women's World Cup 1999” (på engelska). RSSSF. http://www.rsssf.com/tablesw/wwc99f.html. Läst 12 augusti 2011.
19. ↑  ”Copa América 1999”. http://www.rsssf.com/tables/99safull.html. Läst 16 augusti 2011.
20. ↑  ”Svenska cupen för damer 1981-2005”. Bolletinen. http://www.bolletinen.se/sfs/pdf/stat_d_lanslag_19981_2005_sv_cup_damer.pdf. Läst 21 augusti 2012.
21. ↑  ”Svenska Cupens finaler”. Svenska Fotbollförbundet. Arkiverad från originalet den 7 april 2019. https://web.archive.org/web/20190407002136/https://www.svenskfotboll.se/serier-cuper/svenska-cupen/cupmastarinnor/. Läst 23 mars 2020.
22. ↑   Horisont 1999. Bertmarks förlag
23. ↑  ”1990” (på portugisiska). Sylvesterloppet. Arkiverad från originalet den 1 mars 2014. https://web.archive.org/web/20140301032551/http://www.saosilvestre.com.br/1990. Läst 19 augusti 2012.
24. ↑  ”Boston Marathon”. Arkiverad från originalet den 27 april 2015. https://web.archive.org/web/20150427035419/http://www.baa.org/races/boston-marathon/boston-marathon-history/past-champions/past-mens-open-champions.aspx. Läst 9 april 2011.
25. ↑  ”Boston Marathon”. Arkiverad från originalet den 7 mars 2012. https://web.archive.org/web/20120307073943/http://www.baa.org/races/boston-marathon/boston-marathon-history/past-champions/past-womens-open-champions.aspx. Läst 9 april 2011.
26. ↑  ”Men Handball World Cup 1999 Sweden, Norway - 15-20.03 Winner Germany” (på engelska). Sport Statistics. Arkiverad från originalet den 24 augusti 2011. https://web.archive.org/web/20110824171159/http://www.todor66.com/handball/World_Cup/Men_1999.html. Läst 26 augusti 2012.
27. ↑  ”Sport Statistics”. Arkiverad från originalet den 24 augusti 2011. https://web.archive.org/web/20110824155159/http://www.todor66.com/handball/World/Men_1999.html. Läst 23 augusti 2011.
28. ↑  ”Sport Statistics”. Arkiverad från originalet den 24 augusti 2011. https://web.archive.org/web/20110824153250/http://www.todor66.com/handball/World/Women_1999.html. Läst 23 augusti 2011.
29. 1 2 3  ”Datum i innebandyhistorien”. Svenska Innebandyförbundet. Arkiverad från originalet den 15 maj 2021. https://web.archive.org/web/20210515132333/https://epiadmin.innebandy.se/sv/StatistikHistorik/Datum-i-innebandyhistorien/. Läst 22 augusti 2011.
30. ↑  ”SM-slutspel herrar 1998/99”. Svenska Innebandyförbundet. Arkiverad från originalet den 15 december 2011. https://web.archive.org/web/20111215202552/http://www.innebandy.se/sv/StatistikHistorik/Statistik-och-rekord-herrar-elit/SM-slutspel-genom-tiderna-herrar1/199899/. Läst 22 augusti 2011.
31. ↑  ”SM-slutspel damer 1998/99”. Svenska Innebandyförbundet. Arkiverad från originalet den 15 december 2011. https://web.archive.org/web/20111215211450/http://www.innebandy.se/sv/StatistikHistorik/Statistik-och-rekord-damer-elit/SM-slutspel-genom-tiderna-damer1/199899/. Läst 22 augusti 2011.
32. ↑  ”Women's 2nd World Championships” (på engelska). International Floorball Federation. Arkiverad från originalet den 12 september 2011. https://web.archive.org/web/20110912095351/http://www.floorball.org/default.asp?sivu=5&alasivu=351&kieli=826. Läst 22 augusti 2011.
33. ↑  ”Championnat du monde 1999 des moins de 20 ans” (på franska). Hockeyarchives. 5 januari 1999. https://www.hockeyarchives.info/U-20_1999.htm. Läst 9 september 2012.
34. ↑  ”Championnats du Monde féminins 1999” (på franska). Hockeyarchives. 7 mars 1999. https://www.hockeyarchives.info/mondefem1999.htm. Läst 15 augusti 2011.
35. ↑  ”Championnat de Suède 1998/99” (på franska). Hockey Archives. 18 april 1999. https://www.hockeyarchives.info/Suede1999.htm. Läst 15 augusti 2011.
36. ↑  ”Portugal” (på engelska). International Ice Hockey Federation. 13 maj 1999. https://www.iihf.com/en/associations/1359/portugal. Läst 21 augusti 2011.
37. ↑  ”Mongolia” (på engelska). International Ice Hockey Federation. 15 maj 1999. https://www.iihf.com/en/associations/1350/mongolia. Läst 21 augusti 2011.
38. ↑  ”Championnats du monde 1999” (på engelska). International Ice Hockey Federation. 16 maj 1999. https://www.hockeyarchives.info/mondial1999.htm. Läst 15 augusti 2011.
39. ↑  ”NHL 1998/99” (på franska). Hockey Archives. 19 juni 1999. https://www.hockeyarchives.info/NHL1999.htm. Läst 9 september 2012.
40. ↑  ”Armenia” (på engelska). International Ice Hockey Federation. 22 september 1999. https://www.iihf.com/en/associations/324/armenia. Läst 21 augusti 2011.
41. ↑  ”World Orienteering Championships 1999” (på engelska). Arkiverad från originalet den 20 september 2012. https://web.archive.org/web/20120920084802/http://orienteering.org/events/?event_id=32. Läst 20 augusti 2012.
42. ↑  ”Historiska segrare”. Vasaloppet. Arkiverad från originalet den 22 mars 2020. https://web.archive.org/web/20200322121012/https://www.vasaloppet.se/wp-content/uploads/sites/1/2019/09/historiska_segrare_vasaloppet_sve_2019-09-18.pdf. Läst 5 september 2011.
43. ↑  ”Davis Cup”. http://www.daviscup.com/en/results/tie/details.aspx?tieId=10000593. Läst 20 augusti 2011.
44. ↑  ”Fed Cup”. Arkiverad från originalet den 23 april 2011. https://web.archive.org/web/20110423120756/http://www.fedcup.com/en/results/tie/details.aspx?tieId=20005625. Läst 21 augusti 2011.
45. ↑  ”Sport Statistics”. Arkiverad från originalet den 26 juni 2015. https://web.archive.org/web/20150626114310/http://todor66.com/volleyball/Europe/Men_1999.html. Läst 24 augusti 2011.
46. ↑  ”Sport Statistics”. Arkiverad från originalet den 22 juni 2015. https://web.archive.org/web/20150622180017/http://todor66.com/volleyball/Europe/Women_1999.html. Läst 24 augusti 2011.